# Enginyeria hidràulica
L'enginyeria hidràulica  és una de les branques tradicionals de l'enginyeria civil i s'ocupa de la projecció i execució d'obres relacionades amb l'aigua, sigui per al seu ús, com en l'obtenció d'energia hidràulica, la irrigació, potabilització, canalització, o altres, sigui per a la construcció d'estructures en mar és, rius, llacs, o entorns similars, incloent, per exemple, dics, preses, canals, ports, molls, escullera, entre altres construccions. En algunes universitats la carrera d'enginyeria civil es divideix després dels primers 2 o 3 anys en diverses especialitats, una de les quals és la hidràulica. A partir d'aquesta divisió es van emfatitzant temes diferents per a cada especialitat, mantenint però molts temes comuns per a tots els cursos d'enginyeria civil.

## Àrees d'activitat
Els enginyers hidràulics s'ocupen de dissenyar, construir i operar les obres hidràuliques, valent-se principalment de la investigació, atès que l'enginyeria hidràulica es basa, gairebé en un 90%, en resultats experimentals. Leonardo Da Vinci afirmava que "quan tractis amb l'aigua, consulta primer la pràctica, i després la teoria". Molt s'ha avançat des d'aleshores, pels dos camins. Les formulacions teòriques utilitzen en tot moment els instruments matemàtics més avançats de cada època, però al final aquí i allà, sempre acaba apareixent un coeficient empíric, una fórmula empírica, que és la forma que, al final, permet resoldre el problema pràctic, i que va ser determinada en funció d'experiments, tant de laboratori, com en obres construïdes i operants.
Els enginyers hidràulics s'ocupen de:
- Les anomenades grans estructures com, per exemple, preses, escloses, canals navegables, ports, etc.
- Obres relacionades amb l'agricultura, especialització de l'enginyeria hidràulica, coneguda com a hidràulica agrícola (branca pròpia d'enginyeria agrícola): sistemes de reg, sistemes de drenatge.
- Obres relacionades amb el medi ambient: preses filtrants per al control de l'erosió, obres d'endegament de rius, defenses riberenques.

En general, quan es tracta d'intervencions importants, l'enginyer hidràulic treballa formant part d'un equip multidisciplinari.